# Harvey W. Wiley
Harvey Washington Wiley (18. října 1844 Jefferson County, Indiana – 30. června 1930 Washington, D.C.) byl americký chemik, který je považován za otce zákona o čistých potravinách a léčivech v USA. Jeho práce měla obrovský vliv na moderní zákony o bezpečnosti potravin a léčiv.
Nejvýznamnější byl jeho podíl na přijetí zákona o čistých potravinách a léčivech (Pure Food and Drug Act - PFDA) v roce 1906, což byl jeden z prvních zákonů na ochranu spotřebitelů před nebezpečnými a nekvalitními potravinami a léky. Tento zákon vedl ke vzniku dnešního amerického Úřadu pro kontrolu potravin a léčiv (Food and Drug Administration - FDA), kde byl prvním komisařem právě Harvey W. Wiley. Jeho práce například přispěla k rozhodnutí společnosti Coca-Cola odstranit kokain ze své receptury.  
Od roku 1882 byl Harvey W. Wiley vedoucím chemikem na Ministerstvu zemědělství Spojených států amerických, kde od roku 1902 vedl jedovatý oddíl (The Poison Squad). To byla skupina dobrovolníků, kteří na sobě testovali účinky různých potravinářských přísad na lidské zdraví. Díky jeho výzkumu byly některé nebezpečné látky (například formaldehyd nebo borax) v potravinářském průmyslu zakázány.

## Mládí a vzdělání
Harvey W. Wiley se narodil 18. října 1844 na farmě v Jefferson County v Indianě jako šesté ze sedmi dětí. Byl synem laického kazatele a farmáře Prestona Pritcharda Wileyho a jeho ženy Lucindy Maxwellové.
V roce 1863 se zapsal na nedalekou Hannoverskou univerzitu, ale studoval tu jen do roku 1864, kdy během americké občanské války vstoupil do armády Unie. Do Hannoveru se vrátil v roce 1865 a v roce 1871 získal titul M.D. na Indiana Medical College.

## Počátek kariéry

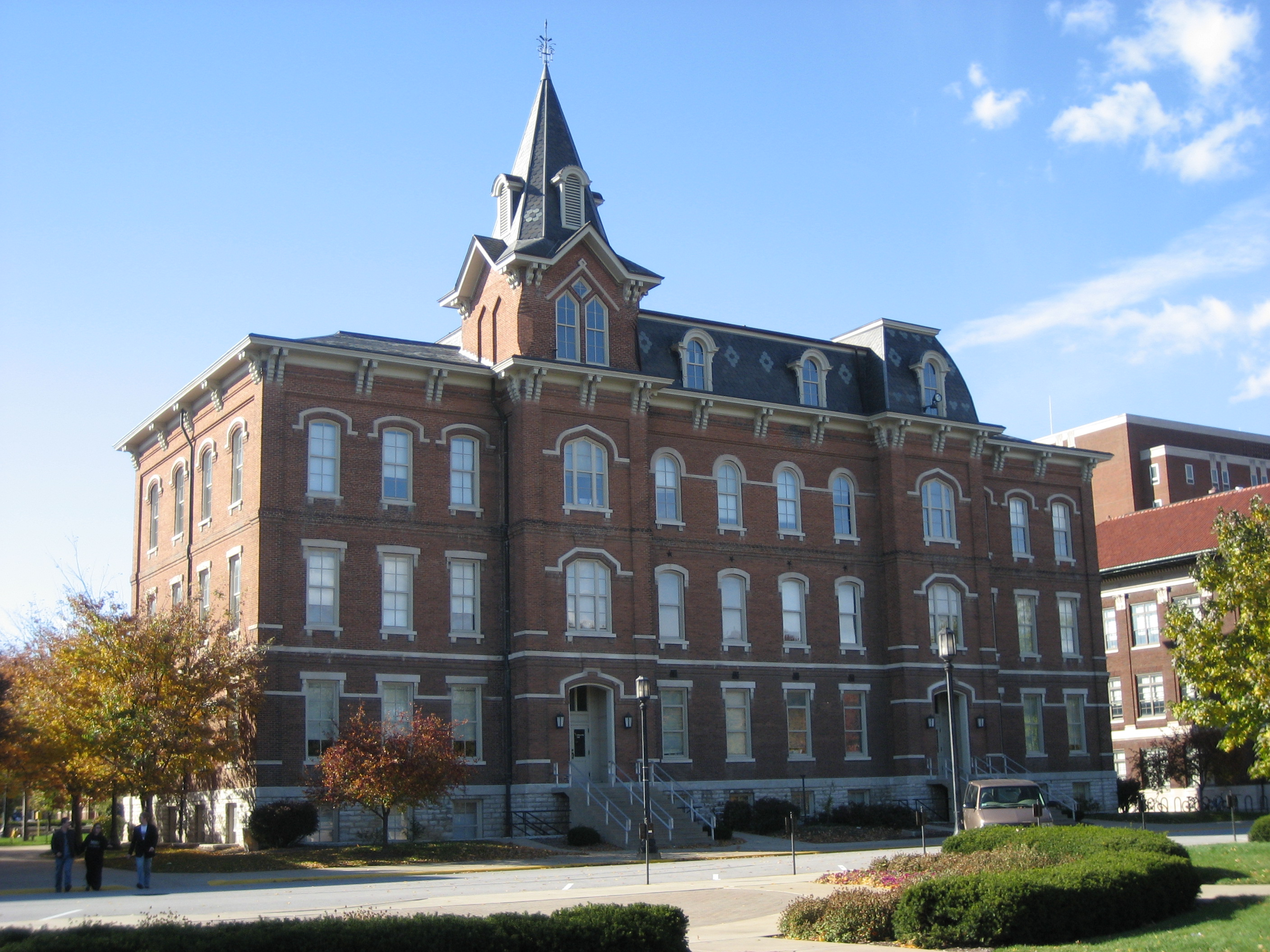
Purdue University

Po získání lékařského titulu vyučoval chemii na Medical College, kde od roku 1873 vedl první laboratorní kurz chemie v Indianě. Na Harvardově univerzitě získal v roce 1873 titul B.S. po pouhých několika měsících intenzivního studia. Poté přijal místo na fakultě chemie na Purdue University ve městě West Lafayette v Indianě. Byl také jmenován státním chemikem Indiany.
V roce 1878 odjel do Německa na přednášky Augusta Wilhelma von Hofmanna – slavného německého chemika a objevitele organických derivátů dehtu (například anilin). Zde byl Wiley zvolen do prestižní Německé chemické společnosti, kterou založil právě Hofmann.
Poté pracoval v Bismarcku s Eugenem Sellem v Imperial Food Laboratory, kde studoval chemii cukru a osvojil si používání polariskopu, což je optický přístroj využívaný k analýze vlastností materiálů pomocí polarizovaného světla. Po návratu do Purdue University byl požádán Státní zdravotní radou Indiany, aby analyzoval cukry a sirupy prodávané ve státě, které byly často falšovány. Jeho první publikovaná práce v roce 1881 proto pojednávala o falšování cukru glukózou.
Wiley spolupracoval s lékařským novinářem Wedderburnem a oba se snažili veřejnosti i politikům srozumitelně popsat falšování potravin. Patřily mezi ně například balzamované mléko (přidání formaldehydu do mléka) nebo konzervované fazole (přidání síranu měďnatého, aby byly zelené). Ale až skandál s balzamovaným hovězím masem v přídělech vojáků v americko-kubánské válce v roce 1898 konečně vedl k veřejnému zájmu o tyto problémy.

## Kariéra ve státní správě

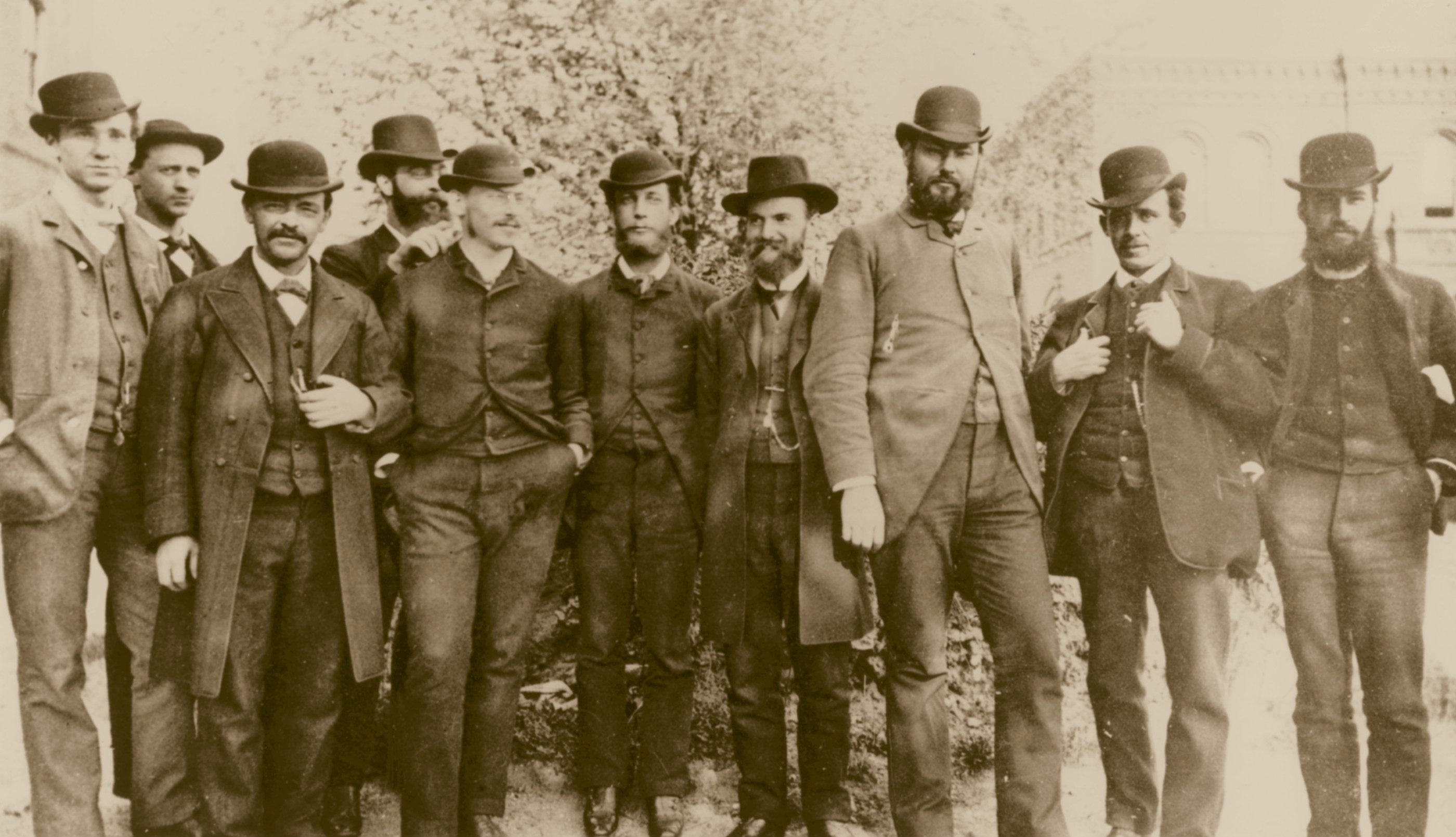
Harvey W. Wiley, hlavní chemik divize chemie ministerstva zemědělství (třetí zprava), se svými zaměstnanci

V roce 1882 mu bylo nabídnuto místo hlavního chemika na Ministerstvu zemědělství Spojených států amerických ve Washingtonu. Zde se začal zabývat bezpečností chemických konzervačních látek, které se tehdy přidávaly do potravin. V roce 1902 založil jedovatý oddíl (The Poison Squad), což byla skupina 12 dobrovolníků, kteří testovali účinky různých potravinářských přísad na lidské zdraví. Při testech dostávali jídlo zdarma a ke každému jídlu byla postupně přidána jedna přísada. Jako první se testoval borax, který zpevňoval staré maso, které se začínalo rozkládat.

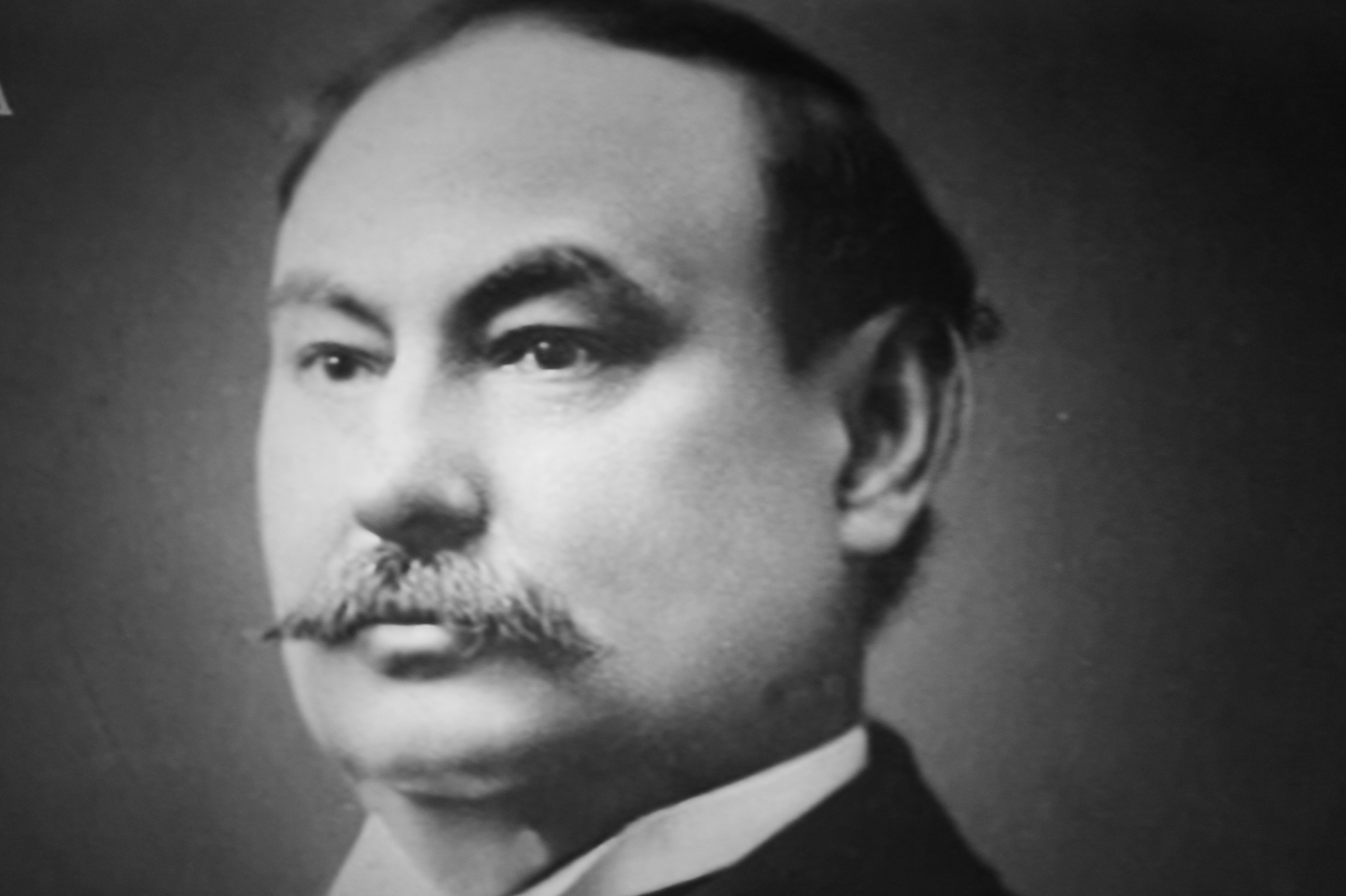
Harvey W. Wiley v roce 1905

Jeho výzkum vzbudil celonárodní pozornost a potřebu federálního zákona o potravinách a léčivech. V roce 1902  Wiley navrhl zákon o potravinách, ale ten nebyl schválen pro odpor potravinářských firem. K jeho úsilí se připojila Fannie Farmerová (autorka kuchařských knih a průkopnice dietní stravy) s výzvou k čistému jídlu. Tím významně přispěla k propagaci problému s přidáváním chemikálií do jídla.

V roce 1905 skupina The Poison Squad zkoumala vliv na zdraví kyseliny salicylové, která byla používána v mnoha potravinách. Došla k překvapivému závěru, že způsobuje krvácení do žaludku. Také román Uptona Sinclaira Džungle, který odhalil interní praktiky jatek v Chicagu, vyvolala velký ohlas. V roce 1906 to vedlo k přijetí zákona o inspekci masa (kontrolujícího jatka) a zákona o potravinách a léčivech (zabývajícího se zákazem přísad). Zákon umožňoval přidat nové chemikálie na seznam zakázaných přísad. První byl široce používaný formaldehyd, který byl v roce 1907 shledán vysoce nebezpečným.

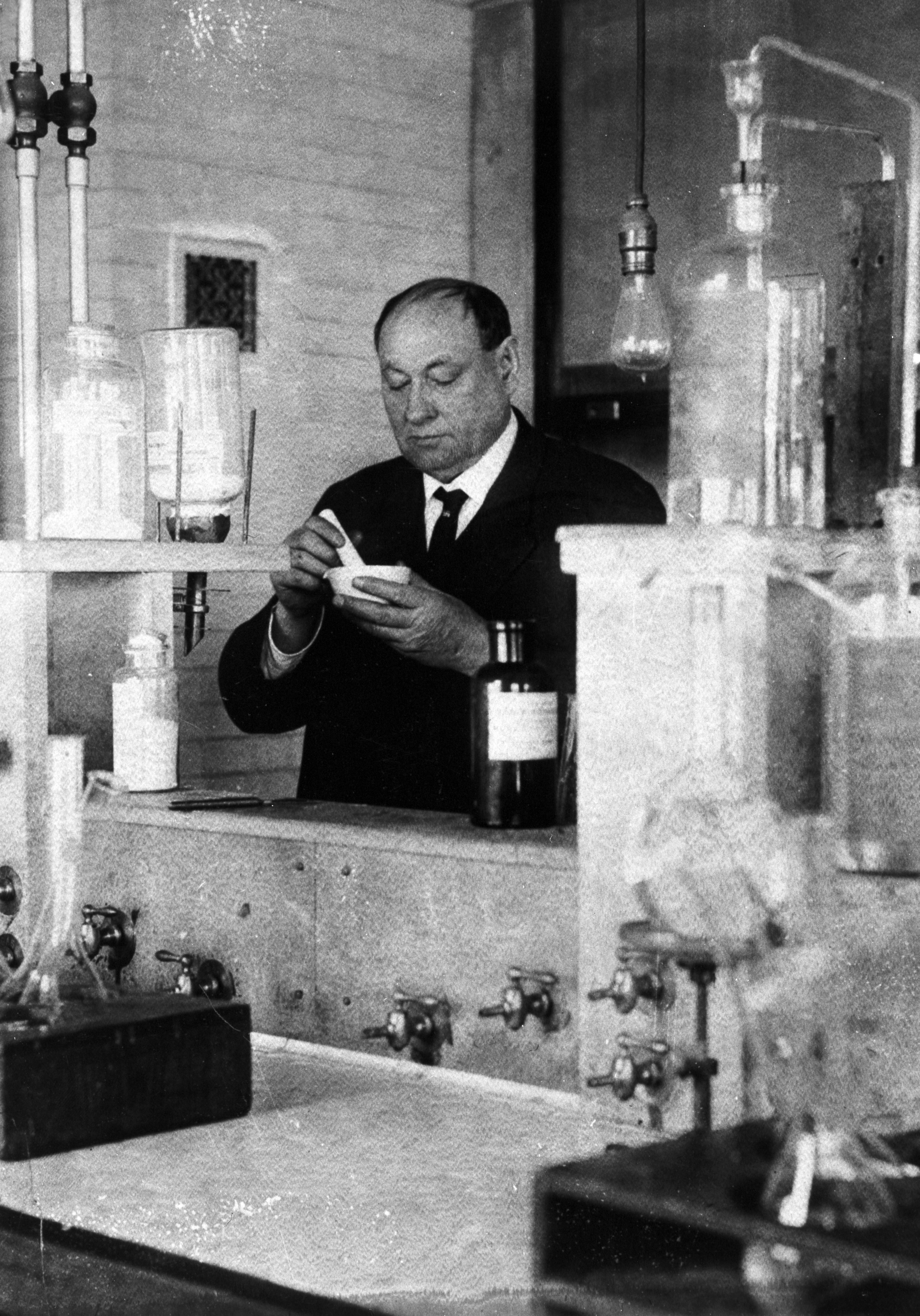
Harvey W. Wiley ve své laboratoři

Prosazování federálního zákona o čistých potravinách a léčivech z roku 1906 bylo přiděleno Úřadu pro chemii (namísto Ministerstvu obchodu nebo Ministerstvu vnitra). Tento úřad vedl Wiley a přidělení tohoto úkolu byla pocta jeho vědecké práci. Byli najati první potravinoví a lékoví inspektoři, aby doplnili práci laboratorních vědců. Byl také zahájen inspekční program, který způsobil revoluci v zásobování země potravinami během prvního desetiletí platnosti tohoto nového federálního zákona.
V roce 1912 Wiley rezignoval na své vedení Úřadu pro chemii, protože při prosazování zákona o čistých potravinách a léčivech byly základní principy tohoto zákona neustále paralyzovány a diskreditovány. Přesto byl uznáván a nazýván otcem zákona o čistých potravinách a léčivech. Napsal knihu Potraviny a jejich falšování (1907 a 1911), která popisovala historii, přípravu a následné falšování základních potravin. Byl zakladatelem Asociace oficiálních analytických chemiků a zanechal velký odkaz americkému hnutí za čisté potraviny.

## Kariéra v časopise

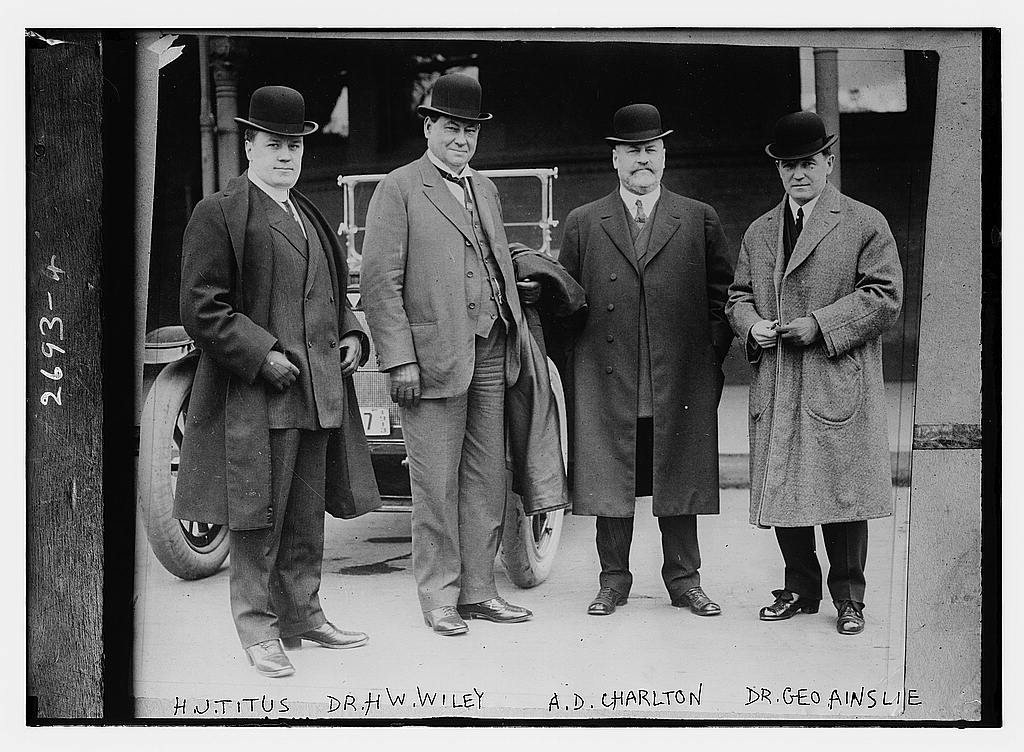
Harvey W. Wiley (druhý zleva) s kolegy v roce 1913

V roce 1912 po své rezignaci na vládní práci převzal Wiley vedení chemických laboratoří časopisu Good Housekeeping (Dobrá domácnost), kde pokračoval ve své práci ve prospěch spotřebitelské veřejnosti. Mimo jiné varoval před kofeinem používaným v nápojích a již v roce 1911 za to zažaloval společnost The Coca-Cola Company. Tento případ se stal mezníkem ve vývoji standardů pro pravdivé označování potravin.
Wiley pracoval v Good Housekeeping 18 let až do roku 1930. Byl známý tím, že udělil svou pečeť schválení (Seal of Approval) mnoha zdravým a prověřeným potravinám, což je nyní široce používaný koncept v potravinářství.

## Úmrtí
Dne 30. června 1930 zemřel Wiley ve svém domě ve Washingtonu. Bylo to právě v den 24. výročí podepsání zákona o čistých potravinách a léčivech.
Je pohřben na Arlingtonském národním hřbitově se svou ženou Annou Kelton Wiley (1877–1964), se kterou se oženil v roce 1911. Na jeho hrobě je nápis Otec zákona o čisté stravě.

## Ocenění a odkaz

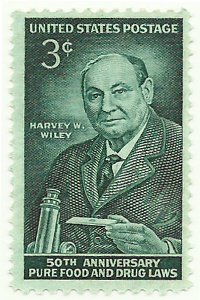
Známka z roku 1956 k 50. výročí zákona o potravinách

- Známka z roku 1956 k 50. výročí zákona o potravináchV roce 1904 byl zvolen členem Americké filozofické společnosti.
- V roce 1909 byl jmenován rytířem Řádu čestné legie ve Francii.
- V roce 1910 mu byla udělena medaile Elliotta Cressona Franklinovým institutem.
- Byl po něm pojmenován tanker Liberty Ship S.S. Harvey W. Wiley, který byl postavený za druhé světové války a spuštěný na vodu v roce 1943.
- V roce 1956 vydala americká pošta na Wileyho počest poštovní známku k 50. výročí zákona o potravinách.
- Od roku 1957 je Cena Harveyho W. Wileyho od AOAC International každoročně udělována vědcům, kteří významně přispěli k vývoji analytických metod v oblasti čistoty potravin. AOAC International (Association of Official Analytical Collaboration) je americká nezisková organizace zaměřená na vývoj a validaci analytických metod pro kontrolu kvality a bezpečnosti potravin, krmiv, léčiv a dalších produktů. Byla založená v roce 1884 a Wiley byl jejím zakládajícím členem, prezidentem a čestným prezidentem až do své smrti v roce 1930.
- Na jeho počest je pojmenováno několik budov. V roce 1956 byla slavnostně otevřena Wiley Residence Hall na Hanover College. V roce 1958 byla slavnostně otevřena Harvey W. Wiley Residence Hall v akademického kampusu Purdue University. V roce 2002 byla v Centru pro bezpečnost potravin a aplikovanou výživu (CFSAN) v College Parku v Marylandu pojmenována jedna budova Harvey W. Wiley.
- V roce 1981 byla v jeho rodišti poblíž Kentu umístěna pamětní deska, kterou zaplatila Asociace úředníků pro potraviny a léčiva.
- Jeho dům z roku 1893 v Somersetu v Marylandu je nazván Wiley-Ringland House a v roce 2000 byl zapsán do Národního registru historických míst.
- V roce 2018 napsala Deborah Blumová knihu: The Poison Squad: One Chemist's Single-Minded Crusade for Food Safety at the Turn of the Twentieth Century (Jedovatý oddíl: Jednostranná křížová výprava jednoho chemika za bezpečnost potravin na přelomu dvacátého století). V roce 2020 se tato kniha stala základem pro dokumentární film The Poison Squad, který byl odvysílán na American Experience.